# Ацаны
Ацаны (абх. аҵанаа) — мифические карликовые существа, согласно легенде, населявшие в древние времена горную Абхазию. Имели широкую грудь и мощные плечи, отличались большой физической силой. Разводили мелкий рогатый скот, который содержали в ацангуарах, ездили на зайцах и доили оленей.

## Легенды
Согласно легенде Ацаны жили в то блаженное время, когда не существовало ни ветра, ни холода, ни дождя, ни снега, ни даже различия между днем и ночью. Солнце вечно сияло на безоблачном небе, и ацанам не было холодно на этих высотах, которые теперь доступны для жительства лишь в течение трех летних месяцев. Ацаны беззаботно жили здесь со своими стадами, которые паслись на сочной траве нагорных лугов, возле прохладных ручьев, бежавших из подземных источников. Питались ацаны исключительно молочными продуктами и мясом коз; мясо ели сырым, так как употребления огня не знали. 
Ацаны по легендам абхазов были очень нечестивы и совершенно не хотели признавать существование Бога. 
В наказание разгневанный за их неверие Бог, задумал наказать их. 
Однажды кто-то из ацанов заметил, что у козла, стоявшего неподалёку на скале, стала пошевеливаться борода, и вслед за этим ацаны почувствовали новое для них ощущение холода. Это был ветер, который послал в первый раз Бог на землю, чтобы наказать нечестивых ацанов. Ветер нагнал черные тучи, которые закрыли от ацанов солнце, и вскоре с неба начали падать белые хлопья ваты, которые и покрыли всю землю. Вслед затем Бог послал с неба огонь, который воспламенил вату и сжег ацанов...».

## Нартский эпос
В абхаском нартском эпосе один из богатырей нарт Кун женился на дочери ацанов Зылхе, в браке с которой у них родился сын Цвицв - один из главных героев всего эпоса.

## Упоминания
В произведении Даура Зантария "Судьба Чу Якуба" описывается сон главного героя в дремучем лесу Убыхии, в котором его пытаются скинуть с обрыва ацаны.
В Сухуме, по улице Лакоба установлен первый памятник Ацанам - "Апаракацага" или "Деньгоделателька".
Мегалитические постройки в горах Абхазии в виде оград из необработанных камней абхазы называют Ацангуарами - оградами Ацанов.